# Qualificazioni al campionato europeo femminile di calcio 2009 - Fase a gironi, gruppo 3
Il gruppo 3 delle qualificazioni al campionato europeo femminile di calcio 2009 è composto da cinque squadre: Francia, Grecia, Islanda, Serbia e Slovenia.

## Classifica
| Pos | Squadra  | Pt | G | V | N | P | GF | GS | DR  |
| --- | -------- | -- | - | - | - | - | -- | -- | --- |
| 1.  | Francia  | 21 | 8 | 7 | 0 | 1 | 31 | 2  | +29 |
| 2.  | Islanda  | 18 | 8 | 6 | 0 | 2 | 27 | 4  | +23 |
| 3.  | Slovenia | 12 | 8 | 4 | 0 | 4 | 14 | 24 | -10 |
| 4.  | Serbia   | 6  | 8 | 2 | 0 | 6 | 11 | 24 | -13 |
| 5.  | Grecia   | 3  | 8 | 1 | 0 | 7 | 7  | 36 | -29 |

Francia qualificata. Islanda e Slovenia ai playoff.

### Risultati
| Arbitro: | Emilia Wnuk |

|                                                         |           |  |
| Abily 25’, 40’, 81’ Soubeyrand 32’ Nécib 41’ Lattaf 88’ | Marcatori |  |

| Arbitro: | Katalin Kulcsár |

|  |           |                                                                      |
|  | Marcatori | 57’, 78’ Sretenović 62’ Stanojević 66’ Randelovic 90+3’ Dimitrijević |

| Arbitro: | Silvia Tea Spinelli |

|                                                                     |           |  |
| Abily 27’ Bussaglia 35’ Benak 50’ (aut.) Lattaf 69’, 75’ Thiney 79’ | Marcatori |  |

| Arbitro: | Rhona Daly |

|  |           |                                                          |
|  | Marcatori | 9’ (rig.) Viðarsdóttir 14’ Helgadóttir 89’ Samúelsdóttir |

| Arbitro: | Wendy Toms |

|                  |           |  |
| Viðarsdóttir 81’ | Marcatori |  |

| Arbitro: | Dagmar Damková |

|                                                                                      |           |  |
| Stefánsdóttir 3’ Lárusdóttir 23’ Jónsdóttir 58’ Viðarsdóttir 81’ Šiškovič 86’ (aut.) | Marcatori |  |

| Arbitro: | Nadezhda Ulyanovskaya |

|                  |           |                               |
| Dimitrijević 71’ | Marcatori | 23’ Panteleiadou 73’ Tsoukala |

| Arbitro: | Ilonka Milanova Djaleva |

|                                 |           |                 |
| Benak 13’ Milenkovič 14’ (rig.) | Marcatori | 5’ Viðarsdóttir |

| Arbitro: | Kateryna Monzul' |

|  |           |                                                                                       |
|  | Marcatori | 12’ Traïkia 25’ Abily 56’ Nécib 62’ Brétigny 64’, 68’ Thomis 72’ Thiney 73’ Bussaglia |

| Arbitro: | Ann Helen Østervold |

|  |           |                          |
|  | Marcatori | 67’ Bussaglia 81’ Thomis |

| Arbitro: | Sandra Braz Bastos |

|  |           |                                                                |
|  | Marcatori | 39’ Soubeyrand 49’ Herbert 70’ Bompastor 85’ Franco 90’ Thomis |

| Arbitro: | Paloma Quintero Siles |

|  |           |                    |
|  | Marcatori | 58’, 85’, 88’ Zver |

| Arbitro: | Ausra Tvarijonaite |

|                   |           |  |
| Brétigny 53’, 71’ | Marcatori |  |

| Arbitro: | Alexandra Ihringova |

|  |           |                                                           |
|  | Marcatori | 3’, 68’ Viðarsdóttir 47’ S. Gunnarsdóttir 70’ Ómarsdóttir |

| Arbitro: | Paula Thörn |

|                                   |           |                |
| Benak 36’ Zver 38’ Petrović 90+1’ | Marcatori | 31’ Arvanitaki |

| Arbitro: | Sjoukje de Jong |

|                                                                  |           |  |
| Viðarsdóttir 11’ (rig.), 25’, 50’ Jónsdóttir 62’ Ómarsdóttir 88’ | Marcatori |  |

| Arbitro: | Anja Kunick |

|                                                                                         |           |  |
| S. B. Gunnarsdóttir 4’ Magnusdottir 13’, 53’, 56’ Viðarsdóttir 30’, 68’ Ómarsdóttir 66’ | Marcatori |  |

| Arbitro: | Silvia Tea Spinelli |

|  |           |                                                      |
|  | Marcatori | 5’, 24’ Dimitrijević 11’, 76’ Sretenović 83’ Malimić |

| Arbitro: | Dagmar Damková |

|                           |           |                |
| Soubeyrand 6’ Herbert 50’ | Marcatori | 47’ Jónsdóttir |

| Arbitro: | Kirsi Heikkinen |

|                                                       |           |                                                    |
| Arvanitaki 26’, 88’ Papadopoulou 63’ Panteleiadou 76’ | Marcatori | 14’, 83’, 85’ Zver 19’, 47’ Milkovič 78’ Maleševič |

## Statistiche

### Classifica marcatrici
11 reti
- Margrét Lára Viðarsdóttir (2 rig.)

7 reti
- Mateja Zver

5 reti
- Camille Abily

4 reti
- Élodie Thomis

- Jelena Dimitrijević

- Jovana Sretenović

3 reti
- Sandrine Brétigny
- Hoda Lattaf
- Sandrine Soubeyrand

- Anthoula Arvanitaki
- Katrín Jónsdóttir

- Hólmfríður Magnúsdóttir
- Katrín Ómarsdóttir

2 reti
- Sonia Bompastor
- Élise Bussaglia
- Candie Herbert

- Louisa Nécib
- Gaëtane Thiney
- Dimitra Panteleiadou

- Manja Benak
- Alena Milkovič
- Sara Björk Gunnarsdóttir

1 rete
- Corine Franco
- Lilas Traïkia
- Anastasia Papadopoulou
- Magdalina Tsoukala
- Ásthildur Helgadóttir

- Dóra María Lárusdóttir
- Greta Mjöll Samúelsdóttir
- Dóra Stefánsdóttir
- Sanja Malimić
- Dobrila Randelovic

- Suzana Stanojević
- Snežana Maleševič
- Anja Milenkovič (1 rig.)
- Nataša Petrović

Autoreti
- Manja Benak (a favore della Francia)
- Marina Šiškovič (a favore dell'Islanda)